# Grande Prêmio Palio del Recioto
O Gran Premio Palio del Recioto-Trofeo C&F Resinatura Blocchi é uma competição de ciclismo italiana disputada em Negrar, na Província de Verona.
Faz parte do UCI Europe Tour desde 2005, em categoria 1.2U.
A edição de 2020 está anulada devido à pandemia de doença a coronavirus.

## Palmarés
| Ano  | Ganhador                   | Segundo               | Terceiro                 |
| ---- | -------------------------- | --------------------- | ------------------------ |
| 1961 | Giovanni Cordioli          | Benito Sperandio      | Ignazio Santin           |
| 1962 | Não disputado              | Não disputado         | Não disputado            |
| 1963 | Giorgio Cordioli           | Flaviano Vicentini    | Luciano Soave            |
| 1964 | Licio Franceschini         | Antonio Caniel        | Vincenzo Mantovani       |
| 1965 | Franco Mori                | Giampaolo Bolzacchini | Renzo Ferrari            |
| 1966 | Renzo Ferrari              | Gastone Corradini     | Luciano Soave            |
| 1967 | Pierfranco Vianelli        | Livio Filippi         | Gastone Corradini        |
| 1968 | Enzo Brentegani            | Pietro Mingardi       | Franco Baroni            |
| 1969 | Lino Vidotto               | Pietro Turchetti      | Franco Ongarato          |
| 1970 | Francesco Moser            | Giuliano Cuccato      | Giovanni Dalla Bona      |
| 1971 | Giovanni Battaglin         | Armando Lora          | Mario Da Ros             |
| 1972 | Pietro Mingardi            | Alessio Antonini      | Luciano Rossignoli       |
| 1973 | Mario Da Ros               | Luciano Rossignoli    | Bruno Giacomini          |
| 1974 | Leone Pizzini'             | Adriano Polinari      | Giuliano Cazzolato       |
| 1975 | Roberto Visentini          | Ivo Gobbi             | Antonio Gobbi            |
| 1976 | Ivan Butti                 | Damiano Marcoli       | Alberto Coppi            |
| 1977 | Antonio Leali              | Lucio Forasacco       | Flavio Verdolia          |
| 1978 | George Mount               | Krzysztof Suika       | Alessandro Pozzi         |
| 1979 | Giovanni Zola              | Richtinn Eolex        | Gualtiero Perusi         |
| 1980 | Enzo Serpelloni            | Morten Sæther         | Vinicio Coppi            |
| 1981 | Morten Sæther              | Ennio Salvador        | Roberto Bedin            |
| 1982 | Mario Condolo              | Ole Silaeth           | Morten Sæther            |
| 1983 | Ezio Moroni                | Jørgen Vagn Pedersen  | Claudio Bestetti         |
| 1984 | Fabrizio Vitali            | Marco Tabai           | David Maddalena          |
| 1985 | Stefan Brykt               | Giuliano dal Zovo     | Remo Cugole              |
| 1986 | Moravio Pianegonda         | Lars Wahlqvist        | Allen Andersson          |
| 1987 | Dimitri Konyshev           | Vassili Jdanov        | Djamolidine Abdoujaparov |
| 1988 | Jure Pavlič                | Adriano Amici         | Dario Bottaro            |
| 1989 | Lars Wahlqvist             | Daniele Ciarini       | Massimo Ghirardi         |
| 1990 | Dario Nicoletti            | Ilario Scremin        | Massimo Iannicello       |
| 1991 | Mariano Piccoli            | Davide Rebellin       | Gilberto Simoni          |
| 1992 | Alessandro Bertolini       | Davide Rebellin       | Diego Pellegrini         |
| 1993 | Alessandro Bertolini       | Cristiano Andreani    | Mauro Bettin             |
| 1994 | Gianluca Pianegonda        | Oskar Camenzind       | Paolo Savoldelli         |
| 1995 | Mirko Celestino            | Luigi Della Bianca    | Sergio Previtali         |
| 1996 | Stefano Faustini           | Enrico Brunetti       | Cristian Gasperoni       |
| 1997 | Oscar Mason                | Gianmario Ortensi     | Alberto Ongarato         |
| 1998 | Paolo Bossoni              | Denis Lunghi          | Ruggero Marzoli          |
| 1999 | Manuel Bortolotto          | Pavel Zerzan          | Ivan Basso               |
| 2000 | Fabian Cancellara          | Franco Pellizotti     | Pavel Zerzan             |
| 2001 | Yaroslav Popovych          | Damiano Cunego        | Ivan Fanfoni             |
| 2002 | Cristian Tosoni            | Daniele Pietropolli   | Mario Serpellini         |
| 2003 | Denys Kostyuk              | Aleksandr Bajenov     | Emanuele Sella           |
| 2004 | Tomaž Nose                 | Janez Brajkovič       | Domenico Pozzovivo       |
| 2005 | Andrei Kunitski            | Miculà Dematteis      | Riccardo Riccò           |
| 2006 | Ermanno Capelli            | Jonas Aaen Jørgensen  | Marco Corti              |
| 2007 | Robert Kiserlovski         | Simon Clark           | Ermanno Capelli          |
| 2008 | Gianluca Brambilla         | Emanuele Moschen      | Manuele Caddeo           |
| 2009 | Stefano Locatelli          | Egor Silin            | Daniele Ratto            |
| 2010 | Blaž Furdi                 | Enrico Battaglin      | Tomas Alberio            |
| 2011 | Georg Preidler             | Salvatore Puccio      | Stefano Locatelli        |
| 2012 | Francesco Manuel Bongiorno | Davide Formolo        | Daniele Dall'Oste        |
| 2013 | Caleb Ewan                 | Silvio Herklotz       | Luka Pibernik            |
| 2014 | Silvio Herklotz            | Robert Power          | Stefano Nardelli         |
| 2015 | Gianni Moscon              | Jack Haig             | Davide Gabburo           |
| 2016 | Ruben Guerreiro            | Michal Schlegel       | Amanuel Gebreigzabhier   |
| 2017 | Neilson Powless            | Lucas Hamilton        | Massimo Rosa             |
| 2018 | Stefan de Bod              | Tadej Pogačar         | Andrea Bagioli           |
| 2019 | Matteo Sobrero             | Samuele Battistella   | Giovanni Aleotti         |

## Palmarés por países
| País            | Vitórias |
| --------------- | -------- |
| Itália          | 39       |
| Suécia          | 2        |
| Ucrânia         | 2        |
| Eslovênia       | 2        |
| Estados Unidos  | 2        |
| Noruega         | 1        |
| União Soviética | 1        |
| Iugoslávia      | 1        |
| Suíça           | 1        |
| Bielorrússia    | 1        |
| Croácia         | 1        |
| Áustria         | 1        |
| Austrália       | 1        |
| Alemanha        | 1        |
| Portugal        | 1        |
| África do Sul   | 1        |